# Narcissus × tortifolius
Narcissus × tortifolius là một loài thực vật có hoa lai ghép trong họ Amaryllidaceae. Loài này được Fern.Casas mô tả khoa học đầu tiên năm 1977.

## Hình ảnh

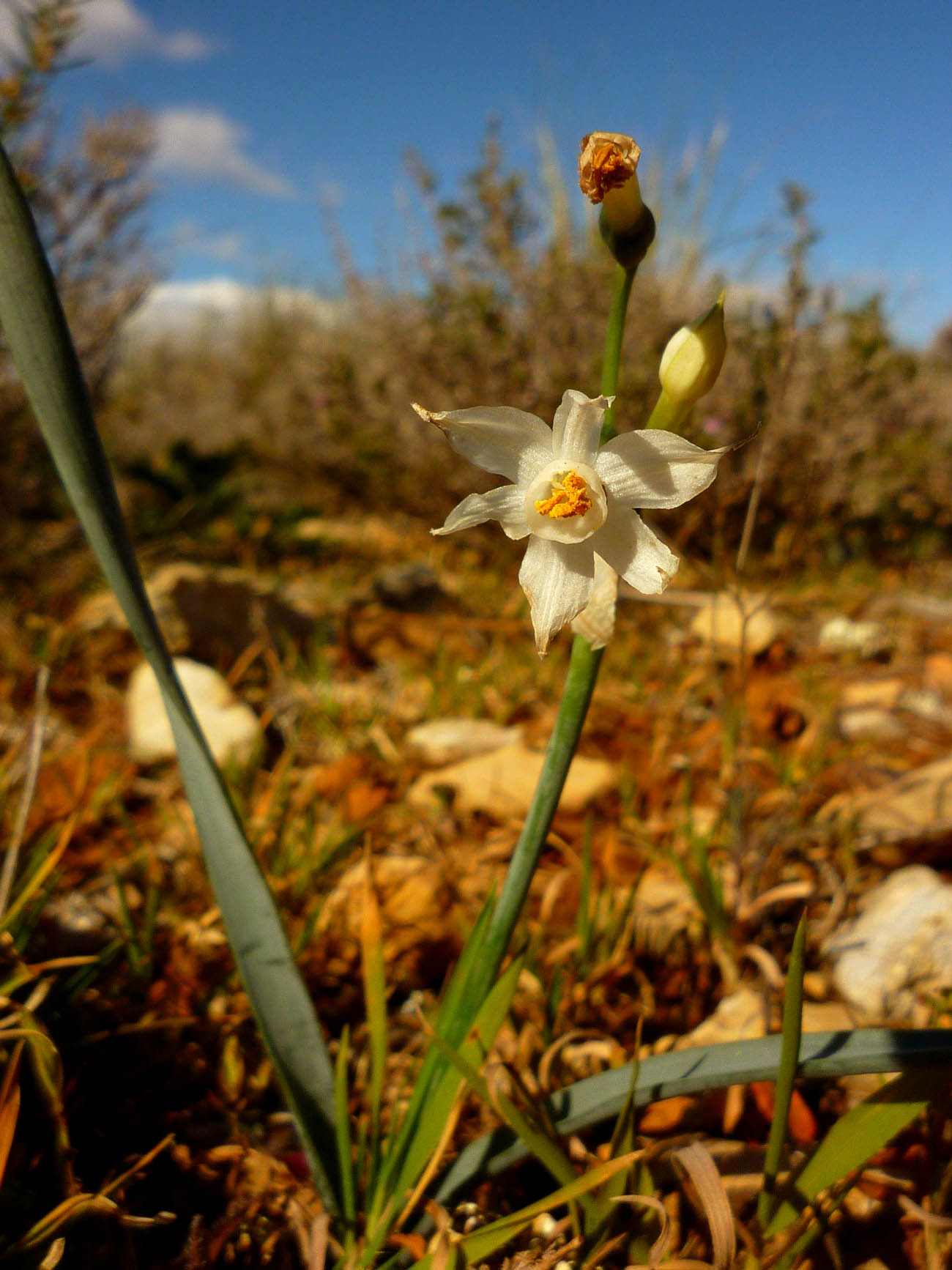
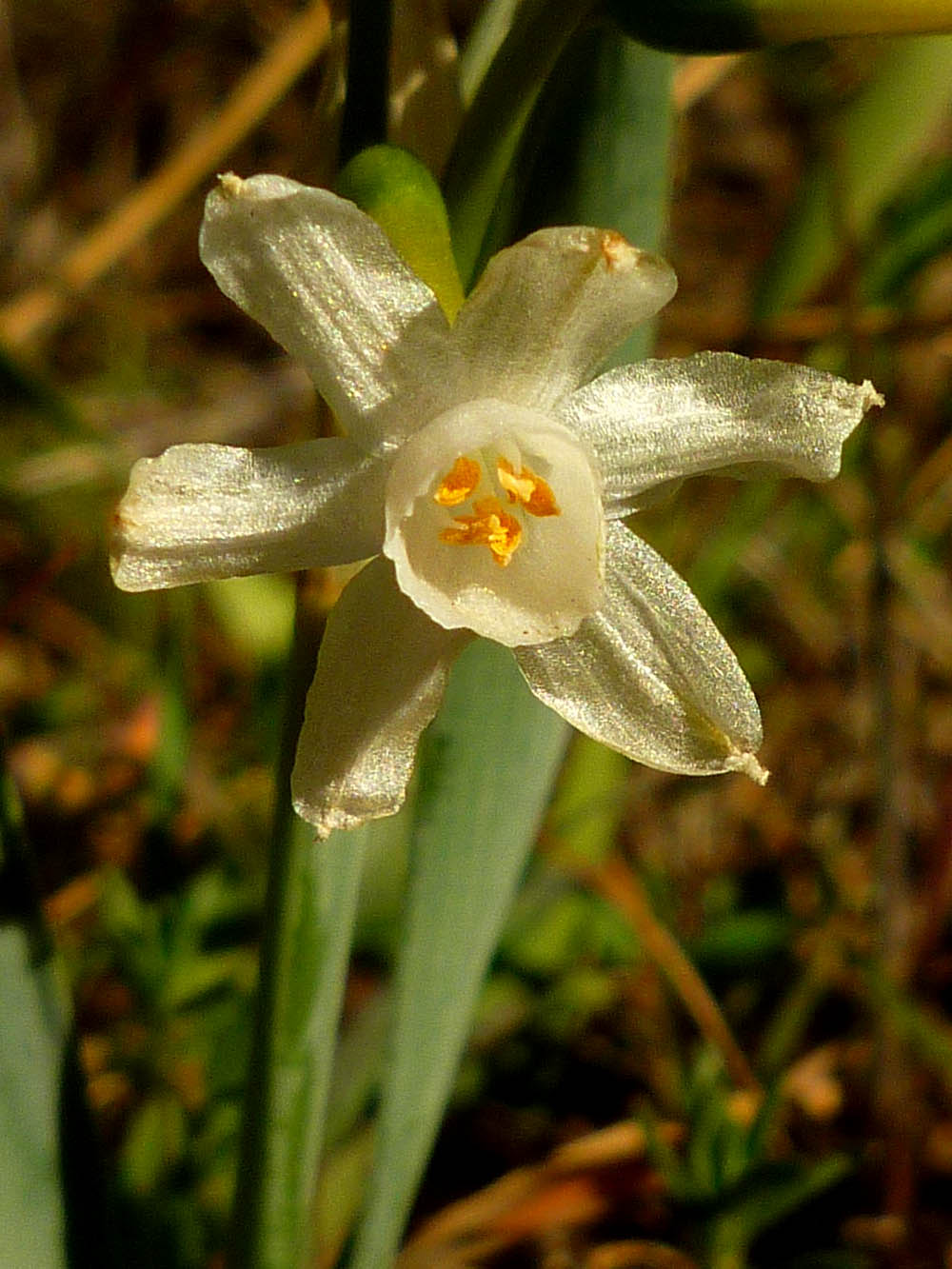
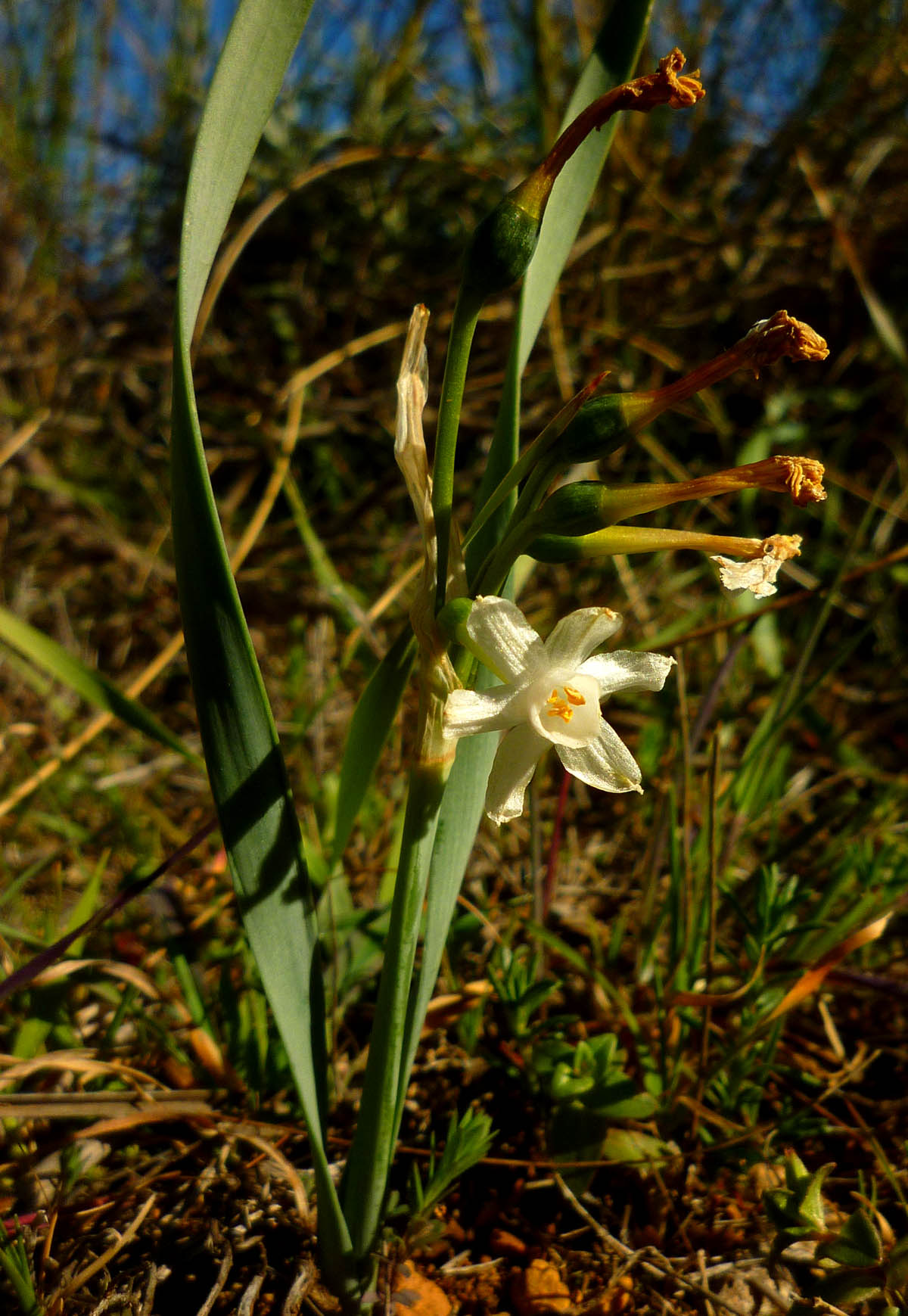
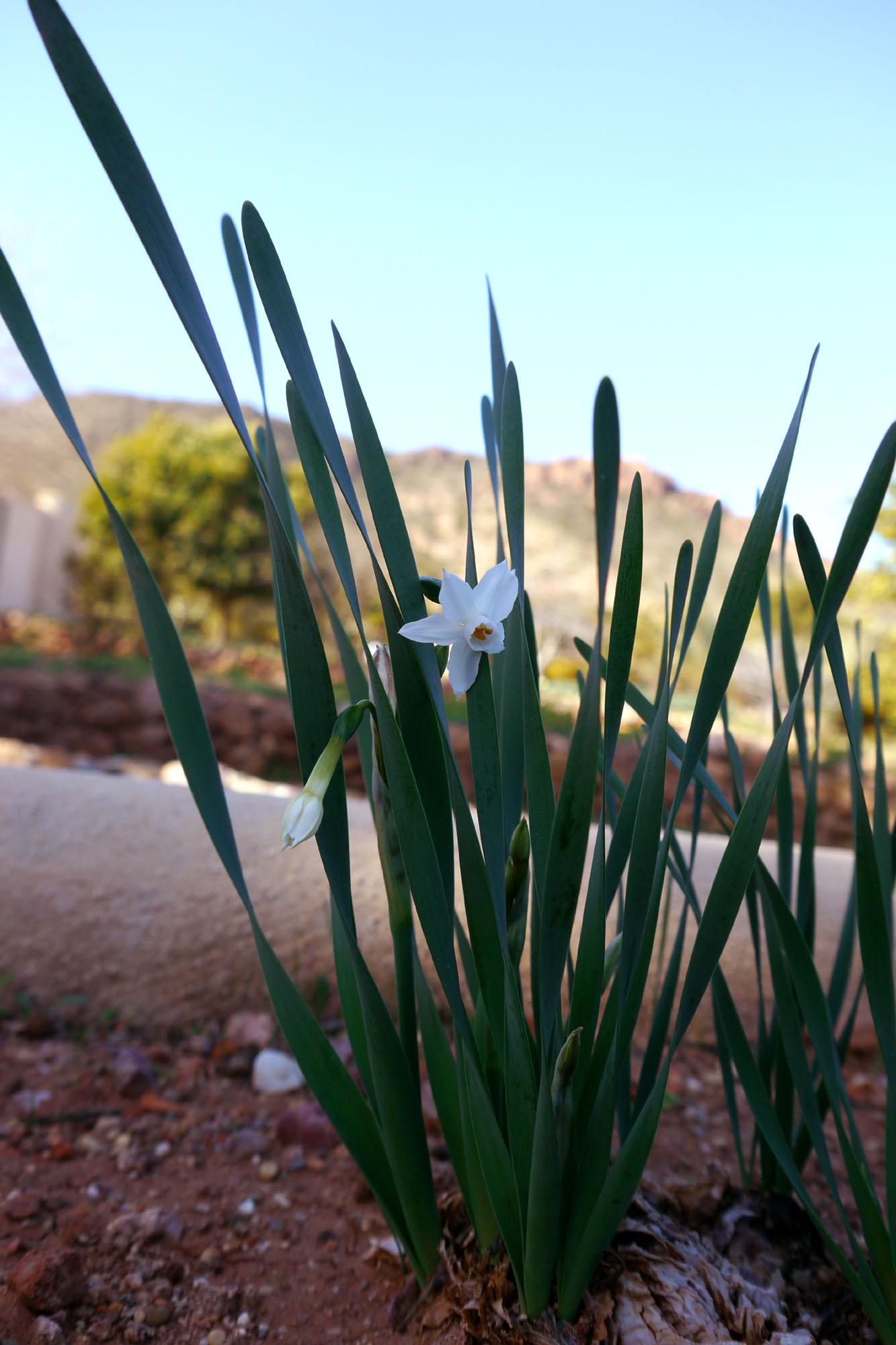